# Puccinia arthuri
Puccinia arthuri ist eine Ständerpilzart aus der Ordnung der Rostpilze (Pucciniales). Der Pilz ist ein Endoparasit des Süßgrases Pennisetum crinitum. Symptome des Befalls durch die Art sind Rostflecken und Pusteln auf den Blattoberflächen der Wirtspflanzen. Sie ist ein Endemit Mexikos.

## Merkmale

### Makroskopische Merkmale
Puccinia arthuri ist mit bloßem Auge nur anhand der auf der Oberfläche des Wirtes hervortretenden Sporenlager zu erkennen. Sie wachsen in Nestern, die als gelbliche bis braune Flecken und Pusteln auf den Blattoberflächen erscheinen.

### Mikroskopische Merkmale
Das Myzel von Puccinia arthuri wächst wie bei allen Puccinia-Arten interzellulär und bildet Saugfäden, die in das Speichergewebe des Wirtes wachsen. Aecien oder Spermogonien der Art sind nicht bekannt. Die gelbbraunen Uredien des Pilzes wachsen beidseitig auf den Blättern des Wirts. Ihre goldenen bis zimtbraunen Uredosporen sind meist oval bis breitellipsoid, 27–33 × 21–24 µm groß und fein stachelwarzig. Die beidseitig wachsenden Telien der Art sind schwarzbraun, pulverig und früh unbedeckt. Die haselnussbraunen Teliosporen sind zweizellig, vereinzelt längsseptiert, in der Regel lang eiförmig und 33–43 × 20–24 µm groß. Ihre Stiele sind farblos bis gelblich und bis zu 100 µm lang.

## Verbreitung
Das bekannte Verbreitungsgebiet von Puccinia arthuri umfasst lediglich Mexiko.

## Ökologie
Die Wirtspflanze von Puccinia arthuri ist Pennisetum crinitum. Der Pilz ernährt sich von den im Speichergewebe der Pflanzen vorhandenen Nährstoffen, seine Sporenlager brechen später durch die Blattoberfläche und setzen Sporen frei. Die Art verfügt über einen Entwicklungszyklus, von dem bislang lediglich Telien und Uredien sowie deren Wirt bekannt sind; Spermogonien und Aecien konnten dem Pilz nicht zugeordnet werden.